# رئیس‌جمهورهای مرده
رئیس‌جمهورهای مرده (به انگلیسی: Dead Presidents) یک فیلم جنایی و درام آمریکایی محصول سال ۱۹۹۵ به نویسندگی، تهیه‌کنندگی و کارگردانی برادران هیوز است. این فیلم زندگی آنتونی کورتیس (با بازی لارنس تیت) را روایت می‌کند که بر سال‌های نوجوانی او به عنوان فارغ‌التحصیل دبیرستان و تجربیات او در طول جنگ ویتنام به عنوان یک تفنگدار دریایی تمرکز دارد. وقتی کورتیس به زادگاهش در برانکس بازمی‌گردد، متوجه می‌شود که در تلاش برای تأمین هزینه‌های زندگی خود و خانواده‌اش است و در نهایت به زندگی جنایتکارانه روی می‌آورد.
این فیلم تا حدودی بر اساس تجربیات زندگی واقعی هیوود تی کرکلند است که داستان واقعی او در کتاب (خون‌ها: تاریخ شفاهی جنگ ویتنام) نوشته کهنه سربازان سیاه اثر والاس تری شرح داده شده‌است. شخصیت‌های خاصی از این فیلم بر اساس آشنایان واقعی کرکلند هستند که پس از ارتکاب دزدی در فیس‌پینت مدتی را در زندان گذراندند. این فیلم همچنین بر اساس چندین حادثه مربوط به ارتش آزادی‌بخش سیاهان، به ویژه سرقت کامیون زرهی برینک می‌باشد.

## داستان
«آنتونی کورتیس» (تیت)، جوان هجده ساله باهوشی است که تصمیم می‌گیرد به‌جای ورود به کالج، «خوآنیتا» (جکسن) و دوستان هم‌محله‌ای‌اش را ترک گوید و در نیروی دریائی ثبت نام کند. پس از تجربه‌هائی دهشت‌بار در ویتنام، در سال ۱۹۷۲ به خانه و کاشانه بازمی‌گردد و در می‌یابد کسی او را به چشم یک قهرمان نمی‌نگرد. او و «خوآنیتا» که در آپارتمان محقری در جنوب برانکس زندگی می‌کنند، در تأمین معاش با مشکل مواجه اند. «آنتونی» حس می‌کند چاره‌ای ندارند جز اینکه در نقشه‌ای برای دزدیدن «رئیس‌جمهورهای مرده» ـ اصطلاحی عامیانه برای اسکناس‌هائی که تصویر ئریس جمهورهای سابق آمریکا بر آن‌ها نقش بسته ـ شرکت کند و گمان می‌کند این کار ضامن زندگی بهتری برای او، «خوآنیتا» و دیگر نزدیکانش خواهد بود. او از دانش نظامی‌اش برای طرح نقشه سرقت از اتومبیل زره‌پوش حامل پول استفاده می‌کند ولی نقشه نافرجام می‌ماند…

## تولید
فیلمبرداری اصلی در ۳۱ اکتبر ۱۹۹۴ آغاز شد. این تولید تا پایان سال و تا اوایل فوریه در مکان‌های مختلف، از جمله بروکلین و مونت ورنون، نیویورک فیلم‌برداری شد.

## تم فیلم
این فیلم مبارزه سربازان رنگین‌پوست بازگشته از جنگ را به تصویر می‌کشد که مورد بی‌توجهی دولت آمریکا قرار گرفته‌اند و بدرفتاری با کهنه سربازان ویتنام. بسیاری از کهنه سربازان سیاه‌پوست و لاتین تبار جنگ ویتنام از مزایا، غرامت و به رسمیت شناختن تلاش‌هایشان در خدمت به کشورشان محروم شدند.

## پاسخ انتقادی
این فیلم نقدهای متفاوتی از منتقدان دریافت کرد. گردآورنده نقد فیلم راتن تومیتوز گزارش می‌دهد که ۴۹٪ از منتقدان بر اساس ۳۵ نقد با میانگین امتیاز ۵٫۸ از ۱۰ به فیلم امتیاز مثبت دادند.